# 菲律宾历史
菲律宾历史可以從菲律賓群島上有人定居時代開始算起，並且可以分為不同的階段。

## 史前
最晚在六萬七千年前的舊石器時代中晚期，已經有人類在菲律賓羣島聚居。科学家于2007年、2011年和2015年在吕宋岛北部的卡亚俄洞穴发现了一系列古人类化石，其中最早的样品的年代为6.7万年前。学者认为，这些化石属于一个古人类物种吕宋人。
尼格利陀人是早期的定居者，但是他们在菲律宾出现的时间还没有确切定论。
至約公元前1000年，菲律賓定居者可以分為四個較為明顯的族群，包含狩獵採集者，戰士社會，港口族群。

中國史籍中所提及的呂宋、蘇祿、麻逸、古麻剌朗等國皆於今日菲律賓國內。在菲律賓當地，考古發掘甚至發現有日期在3世紀的中國瓷器。
226年（東吳黃武五年），東吳官員宣化從事朱應、中郎康泰浮海巡撫，也曾到過今天菲律賓境內的臣延、耽蘭和杜薄。康泰著有《吳時外國記》（《扶南傳》）。裴松之注《三國志》與《晉書》中也有提及。

## 殖民前时代（900年到1535年）
在南印度帕拉瓦王朝以及北印度笈多王朝时期，印度文化传至东南亚以及菲律宾群岛。印度化王国建立。
湯都，中國古代又稱“東都”，是菲律賓在西班牙人殖民前呂宋島最主要的政权（p. 71），位於巴石河三角洲，靠近馬尼拉灣。王國成立於約公元900年，由一些巴朗蓋組成，由世襲的拉肯和達圖統治。這王國位於海上絲綢之路路線最北端，依靠與中國貿易帶來財富，並把中國商品轉手整個群島的其餘地區。在與汶萊帝國蘇丹博基爾亞的聯盟期間，湯都王國進一步達到頂峰。大約在1500年左右，這個王國達到群島最北部。
中国唐時期，漢族商人就與菲律賓各地有貿易往來。宋時期，漢族、真臘、安南、泰國、馬六甲、印度、阿拉伯商船等開始在此海域航行。元時期，阿拉伯商船往來於中國途中，經過此地，達到頂峰。
13世纪来自苏门答腊的米南加保人逐渐移民到菲律宾，1390年他们建立了苏禄苏丹国。
1405年（明永乐三年），郑和下西洋，巡莅菲律宾群岛（南琉球群岛），奉明成祖诏书封许柴佬（今福建晋江深沪运伙人）为吕宋总督，统揽该国军、政、财、文大权。任职直到永乐二十二年（1424年），达20年之久。
中国明朝永乐十五年（1417年），苏禄王朝贡，回程路上病死于山东德州，明王朝敕建苏禄王墓。
1450年，出生在马来西亚柔佛的阿拉伯商人赛义德·艾布伯克尔在菲律宾建立了伊斯兰政权。穆斯林阿訇们以此为基地，开始向周围传播伊斯兰教，在其鼎盛时期，影响力一直延伸到巴西兰岛、巴拉望岛、三宝颜的南部海岸地区和婆罗洲，并向棉兰老岛延伸。
阿拉伯人在此生活了两三百年以后，菲律宾迎来了荷兰人。殖民者们用西方的眼光给他们看到的一切重新定义，西班牙人不知道他们是阿拉伯人，不明白为什么在典型的马来人种地区会有这些高鼻深目体形高大的人，就用雅典时代的蛮族摩尔人给他们命名，他们生活的地方，也逐渐的变成现在的发音：摩洛，意思是摩尔人的土地。
在1485至1521年苏丹博爾基亞统治时间，伊斯兰化的汶萊帝國决定切断湯都王國垄断对中国的贸易。他们攻击湯都王國并且击败Datu Gambang。渤泥帝国的卫星国建立。

## 西班牙殖民统治（1565年至1898年）
1521年，麦哲伦探险队曾经抵達菲律賓；1565年，西班牙入侵吕宋，攻占宿务岛；1571年，西班牙侵占吕宋島，建马尼拉城。菲律宾这个名字，就是从西班牙国王菲利普二世而来。西班牙人來到後，在當地實施類似封建制度的政策，征服者、修士和本地貴族被授予莊園，以換取他們對國王的服務和忠誠，他們則被賦予特權，得以從當地居民收取貢品。作為回報也有人獲得賜封，被稱為受封君，受命提供居民司法和治理軍事保護。在戰爭時期，在受封君要為國王提供士兵，特別是如荷蘭、英國對殖民地的侵略。賜封系統因為被過度濫用，在1700年代被行政省份取代。國家層面上，西班牙國王，通過他的印度議會，通過他在菲律賓代表菲律賓總督管轄，總督被賦予幾個職務：最高法院皇家馬尼拉審問院首長、陸軍和海軍指揮官總司令、負責該國的經濟規劃，並監督教會任命的權力。總督通常是西班牙出身的半島人，以確保對王室忠誠度，年薪是40000比索。
在19世纪，西班牙在教育上加大投资。通过在1863年12月20日的教育法令，西班牙女王伊莎贝拉二世下令建立免费的公共教育系统。西班牙语作为传授语言。这使得受过教育的菲律宾人数量增加。此外，1869年苏伊士运河的开通缩短了行驶至西班牙的时间。这使得在西班牙和欧洲学习并且扩宽视野的菲律宾人增加。
1896年8月，滂尼发秀领导的卡蒂普南（Katipunan）在马尼拉近郊的马林塔瓦克山发动起义，各地响应，进攻西班牙殖民军。次年阵营内部发生分裂，阿吉纳多（Emilio Aguinaldo）篡夺领导权，杀害滂尼发秀，并与西班牙殖民者妥协。但起义者坚持斗争，后起义者几乎占领全国。阿吉納多於5月17日乘美艦麥克科洛济（Mc culloch）號返菲活動。1898年6月12日菲律賓宣告獨立，成立菲律賓共和國，史稱菲律賓第一共和國。

## 美国统治（1898年至1946年）
1898年爆發美西戰爭，12月10日，西班牙被美國打敗，簽署《巴黎和約》，美國政府給西班牙2,000萬美元購買菲律賓主權，美國統治时期开始。
菲律宾人最初认为他们与美国的关系是两个国家共同与西班牙战斗，然而不久之后，美国与菲律宾起义者保持了距离。美国并没有履行承諾支持菲律宾独立，埃米利奥·阿奎纳多對此很不樂見。 由于美国人顯然仍待在岛上，双方关系恶化，紧张局势升级。
在1899年2月4日马尼拉市郊圣胡安，两名美国士兵杀害三名菲律宾士兵之后，双方发生对抗。 該事件导致美菲战争爆发，这场战争远比美西战争耗費更多金钱及生命。
1935年建立菲律宾自治邦，曼努埃爾·奎松成為第一任總統。第二次世界大战期间被大日本帝国占领（奎松則在美國成立流亡政府）。

## 独立和第三共和国（1946年至1965年）
1946年4月，菲律宾举行了大选。曼努埃爾·羅哈斯成为第一任菲律宾总统。1946年7月4日，美国将菲律宾主权转交与菲律宾，菲律宾获得完全独立。

## 马科斯统治（1965年至1986年）
1965年以后，费迪南德·马科斯当选总统，开启独裁统治。1983年，反对派领导人小貝尼格諾·阿基諾在长时间流亡返回菲律宾之时，于菲律宾国际机场被暗杀。这个让对马科斯不满的势力合流。随后又发生了一系列事件，包括来自美国的压力。最后于1986年2月提前举行总统大选。反对派联合在阿基諾的夫人，柯拉蓉·艾奎諾。柯拉蓉竞选胜利后領導人民力量革命，马科斯流亡美國。

## 第五共和国（1986年至今）
1998年5月，埃斯特拉达当选菲國总统。2001年1月，埃斯特拉达因受贿丑闻被迫下台，副总统阿罗约夫人继任。2010年6月30日，貝尼格諾·阿基諾三世就任菲國总统，2016年由达沃市市长罗德里戈·杜特尔特接任。